# Den grænseløse
Den grænseløse er en bog skrevet af Jussi Adler-Olsen. Det er sjette bog i serien om Afdeling-Q. Bogen er udgivet i 2014 på Politikens forlag. Den er efterfølger til Marco effekten.

## Plot
Hårdt presset fører Carl Mørck Afdeling Q ind i en sytten år gammel og ekstremt tragisk sag om en ung, livsglad kvinde, der forsvandt fra sin højskole og blev fundet hængende dræbt i et træ. 
Den særdeles jordbundne Carl står nu foran en besværlig og mystisk efterforskning, alt imens en dygtig manipulator med jernvilje beskytter sig selv og sine med alle tilgængelige midler og ikke lader nogen eller noget komme i vejen. 
Undervejs og i kompromisløse, alternative miljøer bliver Rose, Assad, Carl og den nytilkomne Gordon udfordret på alle tænkelige måder, og gamle sager og hemmeligheder truer med at vælte firkløveret omkuld.
| Bog | Spire Denne artikel om bøger og tidsskrifter er en spire som bør udbygges. Du er velkommen til at hjælpe Wikipedia ved at udvide den. |